# Бекжанов, Берик Айдарбекович
Берик Айдарбекович Бекжанов (род. 18 июля 1967, Чимкент, Казахская ССР, СССР) — казахстанский политический и общественный деятель. Депутат Мажилиса Парламента Республики Казахстан (2007—2011), с 01.2021 года.

## Биография
Родился в городе Шымкент.
Окончил Казахский государственный университет им. С. М. Кирова в 1992 году по специальности «юрист».
Депутат Мажилиса Парламента Республики Казахстан IV созыва (2007—2011). Депутат Мажилиса Парламента Республики Казахстан VII созыва (с 12.01.2021). Член Комитета по законодательству и судебно-правовой реформе Мажилиса Парламента Республики Казахстан.

## Трудовая деятельность
· Слесарь АТП, бетонщик СМУ (1983);
· Стажер прокуратуры Алгабасского, Бугунского районов, помощник прокурора, следователь прокуратуры Ордабасынского района (1992—1996);
· Следователь отдела ГСК по Ордабасынскому району (1996);
· Главный специалист Южно-Казахстанского областного суда (1996—1999);
· Судья Сузакского райсуда (1999);
· Судья Абайского судебного участка Шымкентского городского суда (1999—2001);
· Судья суда № 2 города Шымкента (2001—2003);
· Председатель Туркестанского городского суда (2003—2005);
· Администратор судов Южно-Казахстанской области (2005—2007);
· Советник Председателя Агентства Республики Казахстан по делам государственной службы (02.2012-03.2012);
· Заместитель директора Департамента правового обеспечения Агентства Республики Казахстан по делам государственной службы (03.2012-07.2012);
· Заместитель заведующего отдела правового обеспечения Агентства Республики Казахстан по делам государственной службы (07.2012-03.2013);
· Руководитель — Председатель Дисциплинарного Совета Департамента Агентства Республики Казахстан по делам государственной службы по Южно-Казахстанской области (03.2013-18.11.2015);
· Заместитель руководителя департамента — Председатель Дисциплинарного Совета Департамента Агентства Республики Казахстан по делам государственной службы и противодействию коррупции по Южно-Казахстанской области (11.2015-14.01.2016);
· Руководитель Департамента Министерства по делам государственной службы Республики Казахстан по Южно-Казахстанской области, Председатель совета по этике (14.01.2016-10.2016);
· Руководитель, председатель Совета по этики Департамента Агентства Республики Казахстан по делам государственной службы и противодействию коррупции по Костанайской области (10.2016-05.2018);
· Руководитель Профсоюзного центра Туркестанской области и г. Шымкент (2018-01.2021)

## Выборные должности, депутатство
• Кандидат в депутаты Мажилиса Парламента Республики Казахстан IV созыва по партийному списку Народно-Демократической партии «Нур Отан» (12.07.2007).
• Депутат Мажилиса Парламента Республики Казахстан IV созыва, Член комитета по законодательству и судебно-правовой реформе (27.08.2007-16.11.2011);
• Кандидат в депутаты Мажилиса Парламента Республики Казахстан VII созыва от Общественного объединения "Партия «Nur Otan» (с 04.12.2020),
• Депутат Мажилиса Парламента Республики Казахстан VII созыва (с 14.01.2021), Член комитета по законодательству и судебно-правовой реформе.

## Партийная принадлежность
• Член политсовета НДП «Нур Отан».
Член партии Нур Отан, член фракции партии «Нур Отан».

## Награды
- Орден «Парасат», «Құрмет» (2010);
- Медали: «Қазақстан Конституциясына 10 жыл», «10 жыл Астана», «Қазақстан Республикасының тәуелсіздігіне 20 жыл», «Қазақстан Конституциясына 20 жыл», «Қазақстан Республикасының тәуелсіздігіне 25 жыл», «Астана 20 жыл», «Қазақстан Конституциясына 25 жыл»;
- Почётная грамота Совета МПА СНГ (МПА СНГ, 2010)[1].